# Nav (teknik)

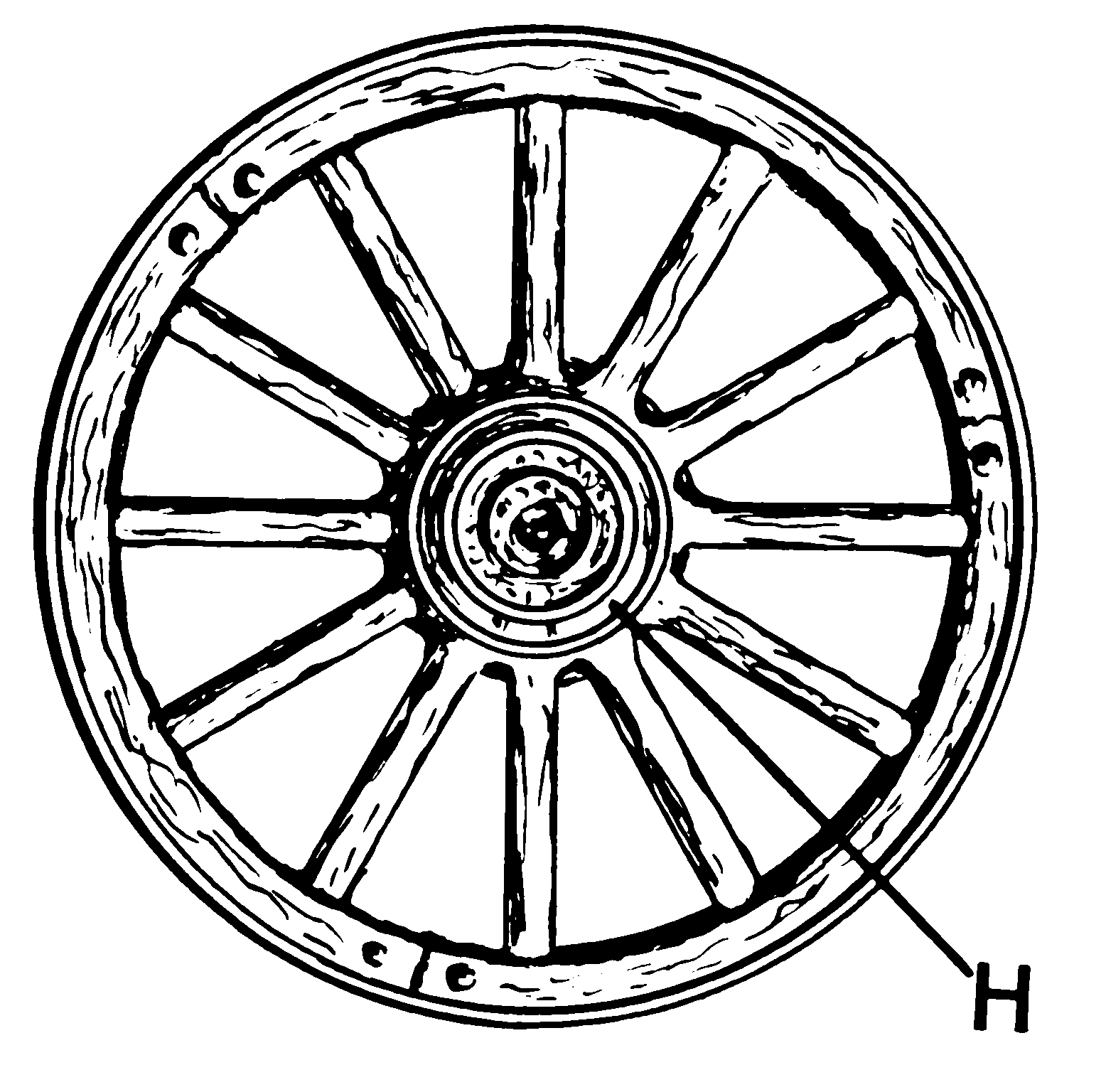
Nav (markerat med "H") på ett äldre trähjul.

Navet är centrumpartiet hos ett hjul.

## Konstruktion
Från navet kan ekrar stråla ut likväl som att det kan vara solid konstruktion. Vanligtvis innehåller navet ett lager som tillåter hjulet att rotera med lägre friktion.
Det finns även navlösa hjul där navet, som vanligtvis finns i centrum av hjulet, är borttaget.